# Rożniatowice
Rożniatowice [pronunciación en polaco: /rɔʐɲanɔˈvit͡sɛ/] es un pueblo ubicado en el distrito administrativo de Gmina Drużbice, dentro del Distrito de Bełchatów, Voivodato de Łódź, en Polonia central. Se encuentra aproximadamente a 6 kilómetros al suroeste de Drużbice, a 8 kilómetros al norte de Bełchatów, y a 40 kilómetros al sur de la capital regional Łódź.